# Heckler & Koch USP
Heckler & Koch USP (USP là viết tắt của Universelle Selbstladepistolen). Trong tiếng Đức, cụm từ này có nghĩa là "súng lục phổ thông nạp đạn tự động". Nó là một loại súng ngắn bán tự động được kĩ sư Helmut Weldle làm việc tại hãng Heckler & Koch phát minh. Nó được công ty chế tạo vũ khí Heckler & Koch của Đức sản xuất từ năm 1993 đến nay. Súng này hay được trang bị cho quân đội, cảnh sát và các cơ quan an ninh của các chính phủ trên thế giới. Phiên bản USP P8 dùng đạn 9 mm là súng ngắn tiêu chuẩn của Lục quân Đức và Cảnh sát Đức. Có nhiều phiên bản khác nhau sử dụng các cỡ đạn và hộp tiếp đạn khác nhau. Khẩu súng này được đặc biệt ưa chuộng là vì: dễ sửa chữa, lau chùi để bảo quản, bền, tốt, ưu việt. Nó hoạt động rất tốt trong điều kiện chiến đấu khắc nghiệt, giá thành của nó cũng tương đối rẻ. Vì nhỏ gọn và gắn được giảm thanh.Tầm bắn hiệu quả của nó là 100 mét nếu sử dụng đạn 9mm có phiên bản sử dụng đạn .45 ACP tầm bắn hiệu quả chỉ có 30 mét. Súng có độ chính xác cực kì tốt trong tầm bắn từ 100m đổ lại

## Hình ảnh

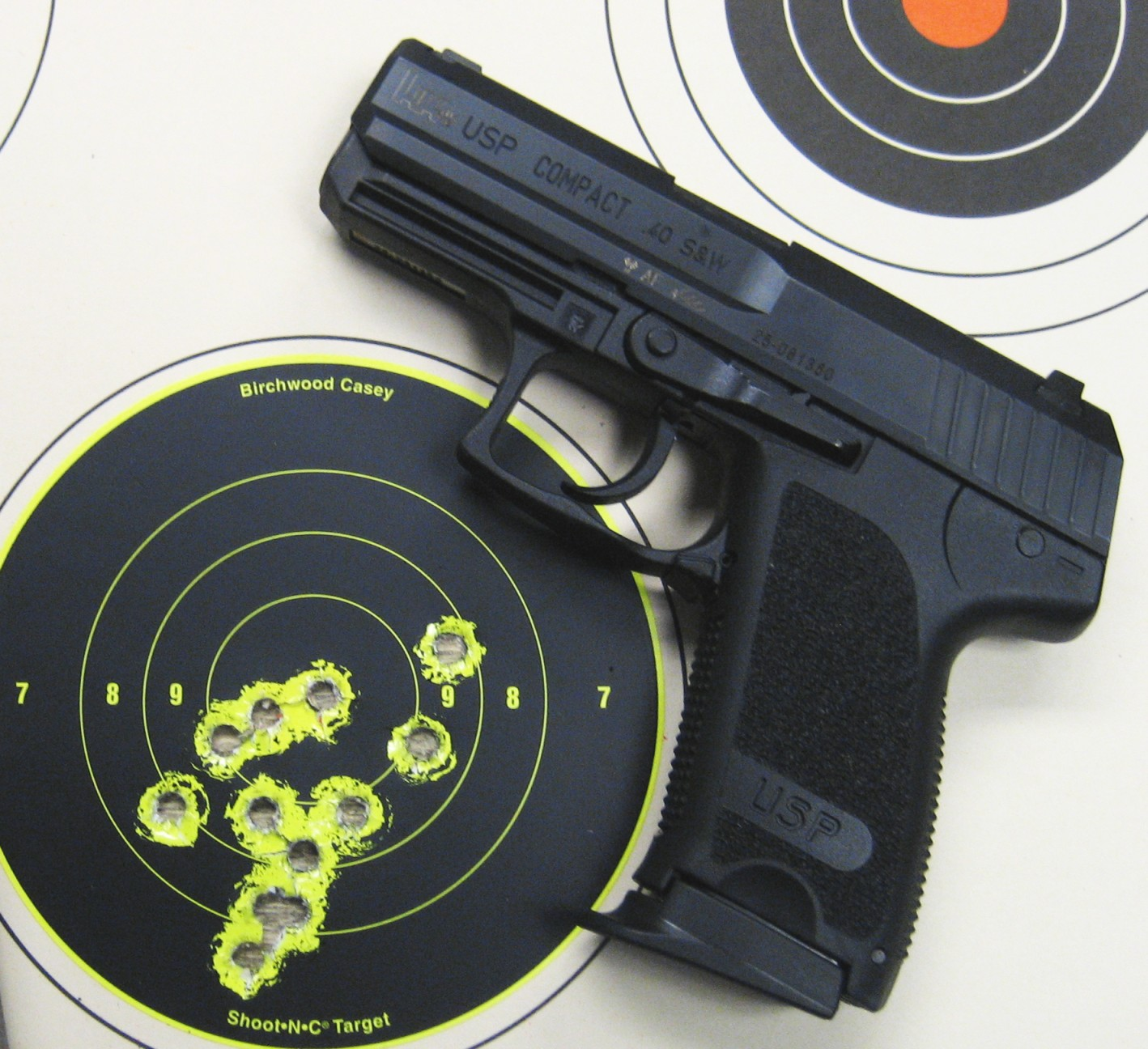
The USP Compact in .40 S&W.
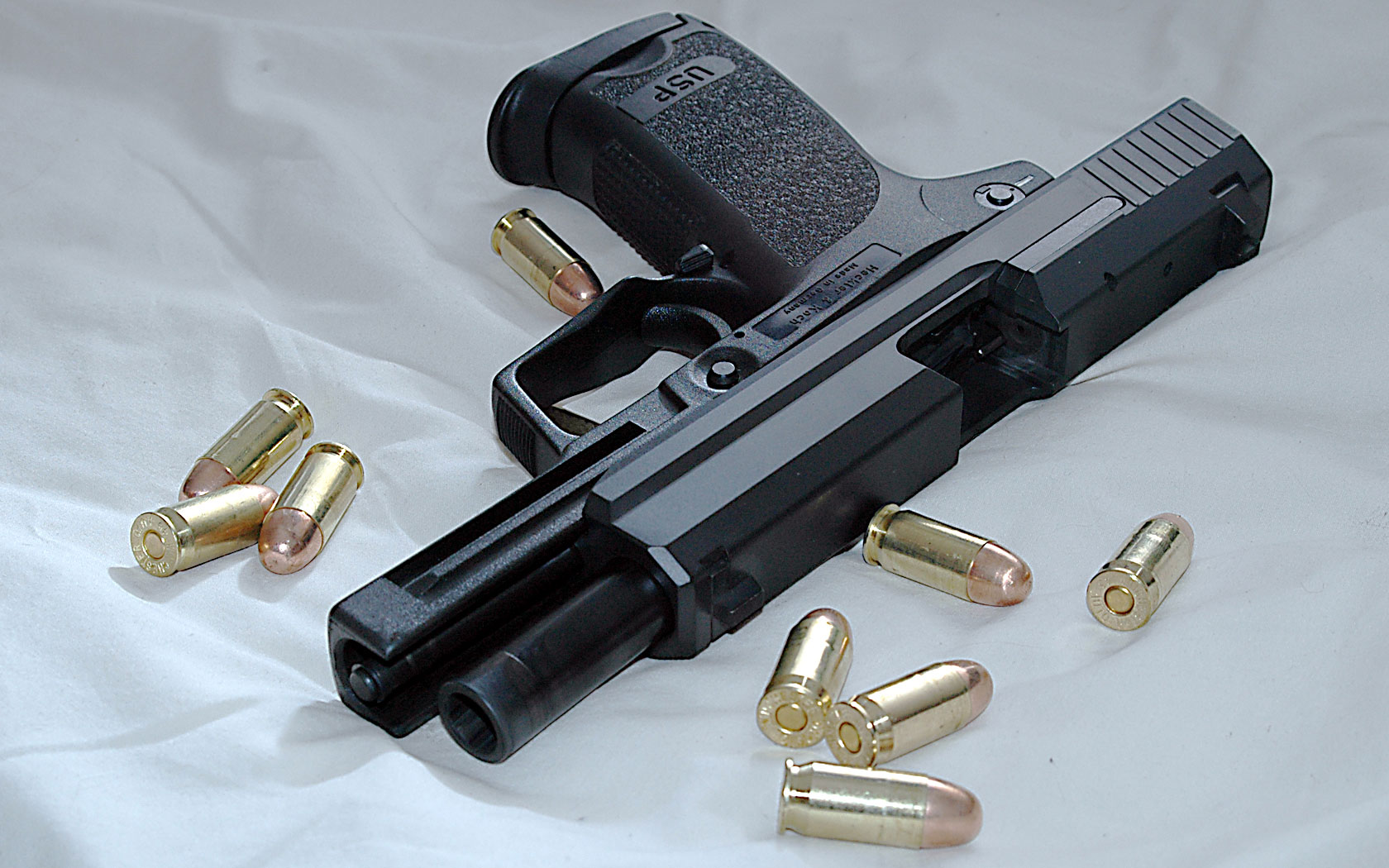
HK USP Compact Tactical và đạn.

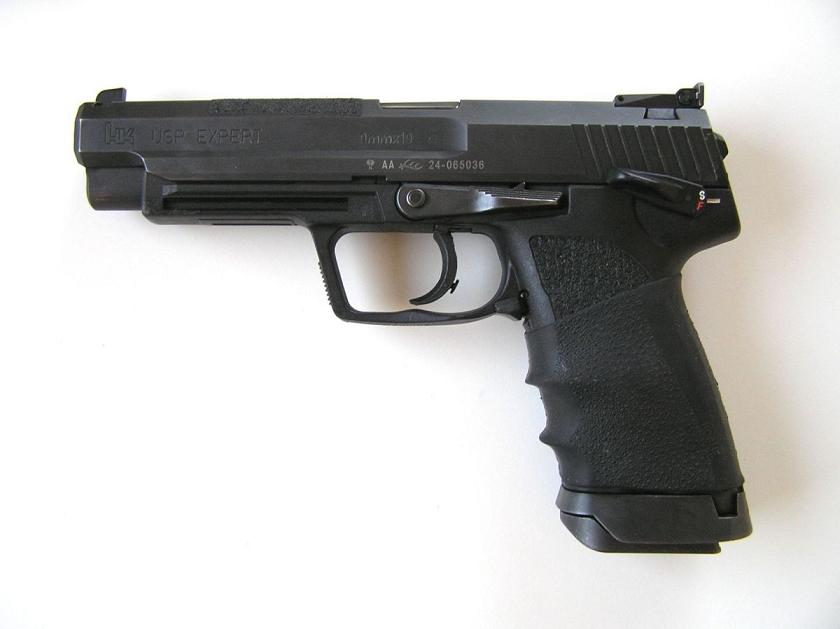
USP Expert 9 mm with Hogue rubber grip and bobbed hammer (not standard).
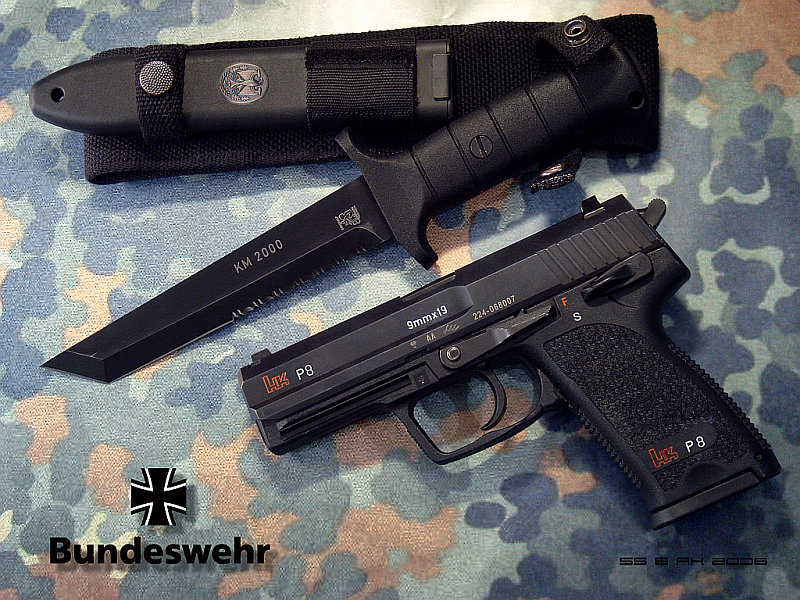
KM2000 knife & P8 pistol of the Bundeswehr.

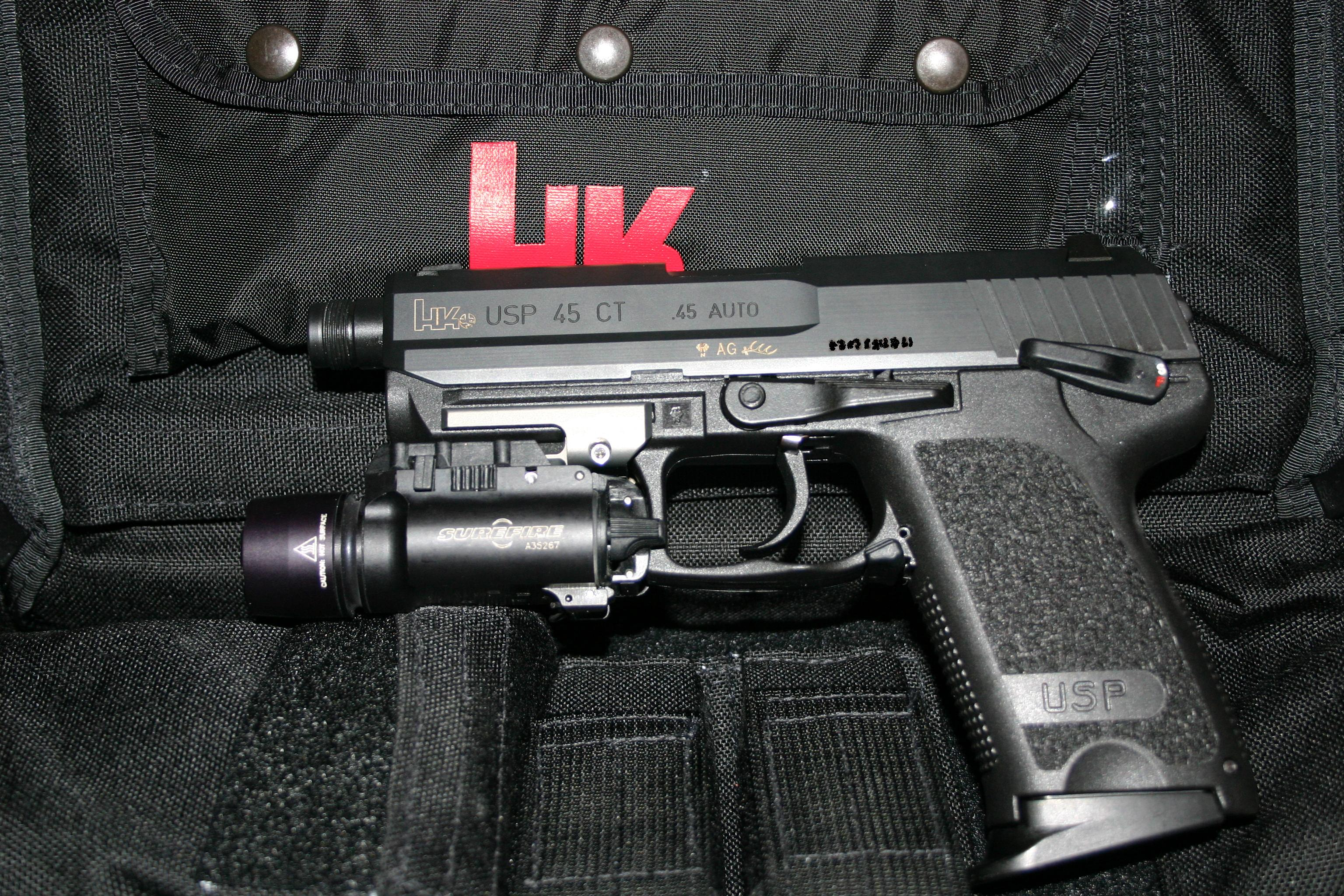
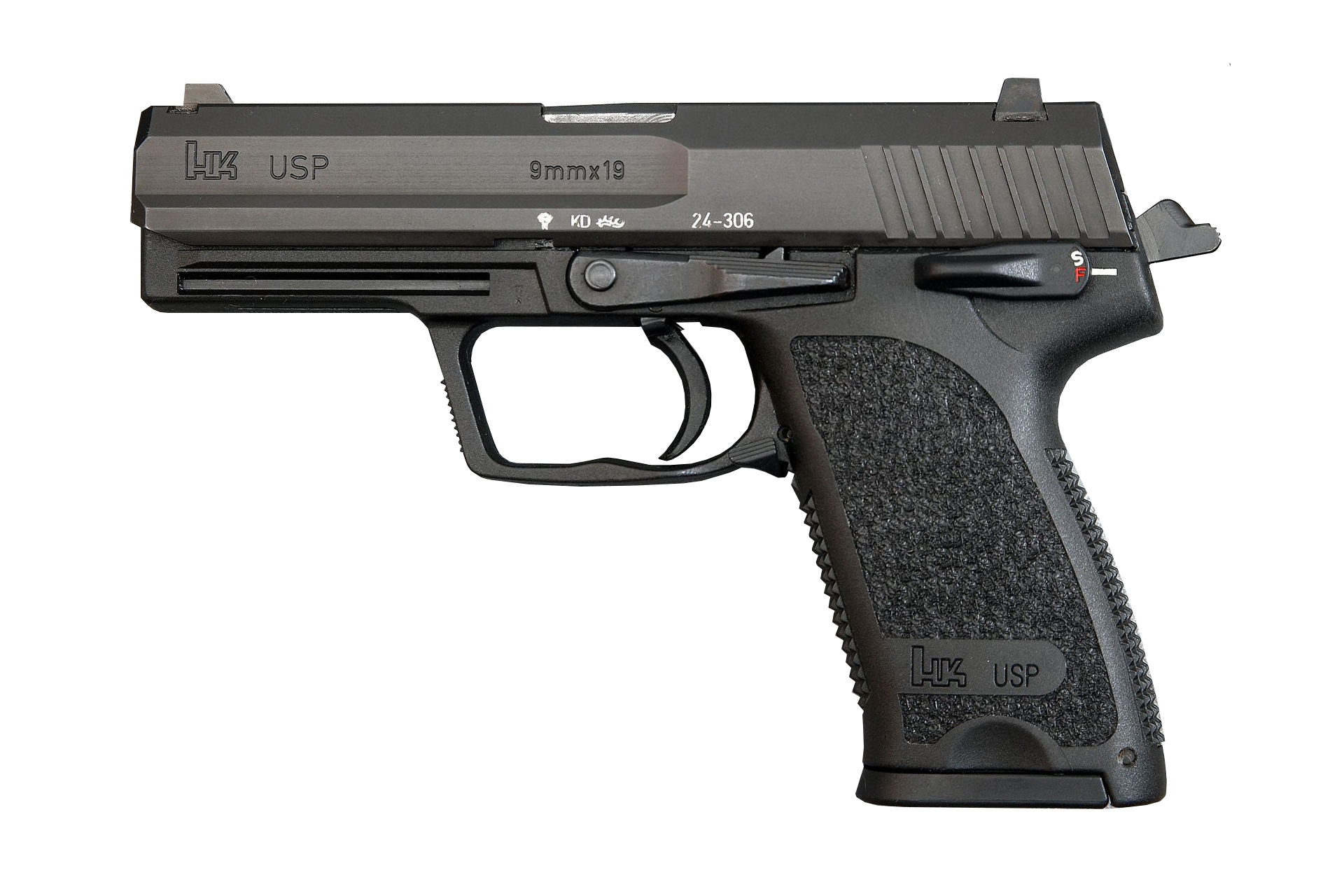